# Callionymus reticulatus
Callionymus reticulatus es una especie de peces de la familia Callionymidae en el orden de los Perciformes.

## Distribución geográfica
Se encuentra al sur del Mar del Norte, el Mar de Irlanda y desde el suroeste de Irlanda hasta Portugal. En el Mediterráneo se capturó un ejemplar en Málaga.